# فلسفة تجريبية
فلسفة تجريبية هي فرع ناشئ في الفلسفة. يقوم على استخدام البيانات التجريبية -التي يتم جمعها غالبًا من خلال الدراسات التي تدرس الأفكار البديهية لدى الناس العاديين- من أجل الوصول لنتائج بحثية حول الأسئلة الفلسفية يعتبر هذا الاستخدام للبيانات التجريبية نقيض المنهجية الفلسفية التي تعتمد بشكل أساسي على التبرير المسبق، والذي يطلق الفلاسفة التجريبيون عليه أحيانًا لقب فلسفة «الكرسي ذي الذراعين». بدأت الفلسفة التجريبية في البداية بالتركيز على الأسئلة الفلسفية المتعلقة بالفعل المتعمد، والصراع المفترض بين الإرادة الحرة والحتمية، والنظريات السببية مقابل النظريات الوصفية للمرجعية اللغوية. ثم استمرت الفلسفة التجريبية في التوسع في مجالات جديدة للبحث.
يوجد خلاف شائع حول ما يمكن أن تحققه الفلسفة التجريبية من نتائج. أحد الادعاءات هو إمكانية تأثير البيانات التجريبية التي جمعها الفلاسفة التجريبيون غير المباشر على الأسئلة الفلسفية عن طريق توفير فهم أفضل للعمليات النفسية الكامنة التي تكون البديهيات الفلسفية. بينما يدعي آخرون أن الفلاسفة التجريبيين مشاركين في التحليل المفاهيمي، لكنهم يستغلون دقة البحث الكمي للمساعدة في هذا المشروع. يمكن اعتبار بعض أعمال في الفلسفة التجريبية محجمة للافتراضات والطرق التقليدية التي تستخدمها الفلسفة التحليلية. انتقد العديد من الفلاسفة الفلسفة التجريبية من قبل.

## التاريخ
برغم أنه كان يطلق أحيانًا على الفلسفة الطبيعية اسم الفلسفة التجريبية في الفلسفة الحديثة المبكرة، فإن المجال المرتبط بالمعنى الحالي للمصطلح يرجع تاريخه إلى عام 2000، عندما أجرى عدة طلبة تجربة لفكرتهم عن دمج الفلسفة مع الدقة التجريبية لعلم النفس.
يسبق استخدام الأساليب التجريبية في الفلسفة ظهور الحقل الأكاديمي الحديث، برغم أن الحركة الفلسفية للفلسفة التجريبية بدأت في عام 2000 تقريبًا -تم الإبلاغ عن أول مثال لهذه المنهجية من قبل هوسن عام 1994. يدعي الفلاسفة التجريبيون المعاصرون أن الحركة هي في الواقع عودة إلى المنهجية المستخدمة من قبل العديد من الفلاسفة القدماء. يمكن اعتبار بعض الفلاسفة الآخرين مثل ديفيد هيوم ورينيه ديكارت وجون لوك كنماذج مبكرة للفلاسفة الذين استعانوا بالمنهجية التجريبية.

## مجالات البحث

### الوعي
كانت الأسئلة حول ماهية الوعي وما هي الشروط الضرورية لتكوين التفكير الواعي موضوع جدال فلسفي طويل الأمد. تعامل الفلاسفة التجريبيون مع هذا السؤال لمحاولة الحصول على فهم أفضل لكيفية فهم الناس للوعي بشكل عادي غير متخصص. فمثلًا يشير العمل الذي قام به جوشوا كنوب وجيسي برينز (2008) إلى أن الناس قد يكون لديهم طريقتين مختلفتين لفهم العقول عمومًا، وكتب جوستين سيتسما وإدوارد ماكشيري (2009) عن المنهجية المناسبة لدراسة الحدس الشعبي حول الوعي. جادل برايس هوبنر ومايكل برونو وهاكوب سركيسيان (2010) بأن الطريقة التي يفهم بها الغربيون الوعي تختلف بشكل منهجي عن الطريقة التي يفهم بها الآسيويون الشرقيون الوعي، بينما قدم آدم أريكو (2010) بعض الأدلة على الاعتقاد بأن التوصيفات العادية للوعي حساسة لتأثيرات التأطير (مثل وجود أو عدم وجود معلومات سياقية). تم عرض بعض هذه الأعمال في مؤتمر الوعي عبر الإنترنت.
تناول فلاسفة تجريبيون آخرون موضوع الوعي من خلال محاولة الكشف عن العمليات المعرفية التي تقود الصفات اليومية للحالات الواعية. فمثلًا اقترح آدم أريكو، براين فيالا، روب جولدبيرج، وشون نيكولز نموذجًا إدراكيًا لإسناد الحالة العقلية (نموذج الفاعلية)، حيث يؤدي عرض فرد ما إلى بعض الملامح البسيطة نسبيًا (مثل العيون والحركات المميزة والسلوك التفاعلي) إلى إعادة ترتيب الوعي وتوجيهه إلى ذلك الفرد من قبل الآخرين. جادل برايس هوبنر أيضًا بأن وصف الحالة الذهنية يعتمد على استراتيجيتين مختلفتين: الأول معتمد على اعتبارات تصرفات الفرد لأنه يتصف بطريقة هادفة، والآخر يراعي الاعتبارات الشخصية.

### التنوع الثقافي
بعد عمل ريتشارد نيسبيت الذي أظهر وجود اختلافات في مجموعة كبيرة من المهام الإدراكية بين الغربيين والآسيويين الشرقيين، قارن جوناثان وينبرغ وشون نيكولز وستيفن ستيتش (2001) الحدس المعرفي لطلاب الجامعات الغربيين وطلاب جامعات شرق آسيا. عُرض على الطلاب عدد من الحالات متضمنة بعض حالات غيتييه، وطُلب منهم الحكم على ما إذا كان شخص ما في القضية يعرف الحقيقة أو إن كان يؤمن بها فقط. وجدوا أن الشرق آسيويين كانوا أكثر قولًا بأن الشخص يعرف الحقيقة فعلًا. قام إدوار ماكري ورون مالون ونيكولز وستيتش في وقت لاحق بإجراء تجربة مماثلة فيما يتعلق بحدس الأسماء المرجعية، وذلك باستخدام حالات من كتاب سول كريبك «التسمية والضرورة» (1980). وجدوا مجددًا اختلافات ثقافية كبيرة. جادل كل مجموعة من المؤلفين أن هذه الفروق الثقافية تقوض المشروع الفلسفي لاستخدام الحدس لخلق نظريات المعرفة أو المرجعية. ومع ذلك فشلت الدراسات اللاحقة بشكل متكرر في تكرار نتائج وينبرغ (2011) لحالات غيتييه أخرى. قدمت دراسات حديثة أكثر أدلة على الفرضية المعاكسة في الواقع، وهي أن الأشخاص المنتمين إلى مجموعات ثقافية مختلفة لديهم حدس متشابه بشكل مدهش في هذه الحالات.

### الحتمية والمسؤولية الأخلاقية
يتعلق أحد مجالات البحث الفلسفي بما إذا كان يمكن لأي شخص أن يكون مسؤولًا أخلاقيًا إذا كانت تصرفاته محددة بالكامل مسبقًا بوسيلة مثل قوانين الفيزياء النيوتونية. يجادل أحد طرفي النقاش وهم المؤيدون لهذه النظرية الذين يطلق عليهم اسم «غير المتوافقين» بأنه لا توجد وسيلة تجعل للناس مسؤولين أخلاقيًا عن الأفعال غير الأخلاقية إذا لم يكن بإمكانهم تجنب فعل ما وفعل شيء آخر. بينما يجادل الطرف الآخر من النقاش بأنه على العكس يمكن أن يكون الناس مسؤولين أخلاقيًا عن أفعالهم غير الأخلاقية حتى عندما لا يمكنهم القيام بغير ذلك. وغالبًا ما يشار إلى حاملي هذا الرأي باسم المتوافقين. قيل أن غير الفلاسفة عامة كانوا غير متوافقين بشكل طبيعي؛ أي أنهم يعتقدون أنه إن لم يكن بإمكانك فعل أي شيء آخر، فأنت غير مسؤول أخلاقيًا عن عملك. تناول الفلاسفة التجريبيون هذا السؤال من خلال تقديم مواقف افتراضية للناس يكون جليًا فيها أن تصرفات الفاعل فيها محددة بالكامل. ثم يقوم هذا الشخص بشيء خاطئ أخلاقيًا، ويُسأل الناس عما إذا كان هذا الشخص مسؤولًا أخلاقيًا عما فعله. وجد نيكولز ونوبي (2007) باستخدام هذه الطريقة أن ردود الناس على الأسئلة حول المسؤولية الأخلاقية يمكن أن تختلف اختلافًا كبيرًا وفقًا للطريقة التي يُصاغ بها السؤال، وجادلوا بأن الناس يميلون إلى الحدس المتوافق عند التفكير في المشكلة بطريقة أكثر واقعية وعاطفية، لكنهم يميلون إلى امتلاك حدس غير متوافق عند تفكيرهم في المشكلة بطريقة أكثر تجريدية ومعرفية.

### نظرية المعرفة
اختبرت الأبحاث الحديثة في نظرية المعرفة التجريبية الإدعاءات التجريبية الظاهرة للعديد من وجهات النظر المعرفية. بدأ البحث في المعرفة السياقية مثلًا عن طريق إجراء تجارب يتم فيها عرض مقالات قصيرة تحتوي وصفًا للمعرفة على أشخاص عاديين. ثم طُلب من المشاركين الإبلاغ عن وضع تلك المعرفة. تعالج الأبحاث السياقية عن طريق تغيير سياق وصف المعرفة (مثل مدى أهمية امتلاك الفاعل للمعرفة الدقيقة). لم تظهر البيانات التي تم جمعها حتى الآن أي دعم لما تدعيه السياقية عن الاستخدام الشعبي لمصطلح «يعرف». بعض الأعمال الأخرى في نظرية المعرفة التجريبية هي فحص التكافؤ الأخلاقي في السمات المعرفية (ما يسمى بالأثر الجانبي المعرفي)، والتمييز بين المعرفة بشيء ما والمعرفة بسبب حدوث هذا الشيء، وحدس الأشخاص العاديين بخصوص الكذب، والتأكيد غير المناسب، والنفاق.

### الفعل المتعمد
أحد المواضيع البارزة في الفلسفة التجريبية هو الفعل المتعمد. يعد عمل جوشوا نوب ذو تأثير خاص. يتعلق تأثير نوب بعدم الاتساق في أحكامنا حول ما إذا كان الفرد قد فعل شيئًا ما عن قصد. طلب نوب (2003) من الناس أن يفترضوا أن الرئيس التنفيذي لشركة ما يُعرض عليه اقتراح من شأنه أن يؤثر -كأثر جانبي- على البيئة. سيكون هذا التأثير على البيئة سلبيًا (أي سيلحق الضرر بها) في إحدى نسخ هذا التصور، بينما سيكون التأثير على البيئة في نسخة أخرى إيجابيًا (سيساعد في تحسينها). يختار المدير التنفيذي في كلتا الحالتين متابعة سياسة الشركة ويحدث التأثير (سواء أكانت البيئة ستتضرر أم ستتحسن من تلك السياسة). ومع ذلك يتبنى المدير التنفيذي هذا البرنامج فقط لأنه يريد زيادة الأرباح؛ ولا يهتم بالتأثير الذي سيحدثه هذا الفعل على البيئة. برغم أن خصائص التصور ثابتة -باستثناء ما إذا كان التأثير الجانبي على البيئة سيكون إيجابيًا أو سلبيًا- إلا أن غالبية الناس رأوا أن المدير التنفيذي أضر البيئة عمدًا في حالة واحدة، لكنه لم يساعدها عمدًا في الحالة الأخرى. يقول نوب في النهاية أن التأثير هو انعكاس لخصيصة من المفهوم الأساسي للمتحدث عن الفعل المتعمد: تؤثر الاعتبارات الأخلاقية على حكمنا على أن فعلًا ما كان متعمدًا أم لا. ومع ذلك تغيرت وجهات نظره استجابة لأبحاث أخرى لاحقة.